# Iuliu Edlis
Iuliu Edlis (n. 3 iulie 1929, Tighina, Basarabia - d. 30 noiembrie 2009, Peredelkino, reg. Moscova, Rusia) a fost un dramaturg, prozator și scenarist sovietic și rus de origine evreiască, disident politic.

## Biografie
Născut la Tighina, a studiat în acest oraș la liceul francez. A vorbit româna, franceza și rusa. La începutul războiului este evacuat împreună cu familia în Tbilisi, unde în anul 1949 a absolvit Școala superioară teatrală. Ulterior a studiat la Institutul Pedagogic din Chișinău (facultatea de filologie), pe care l-a absolvit în anul 1956. A decedat în  noaptea dinspre 29 și 30 noiembrie anul 2009 la vila scriitoricească de la Peredelkino (regiunea Moscova), unde a locuit ultimii 12 ani. Fiica, Mariana Iuliu Semenova (n. 1960), locuiește la Berlin, unde se ocupă de traduceri literare din rusă în germană împreună cu soțul Klaus Herer (n. 1961).

## Creația artistică
A scris prima piesa ("Calea unică"), în colaborare cu Roman Cerneavschi fiind elev în clasa 10. A debutat în presă în anul 1952, iar prima piesă a publicat-o în anul 1955. În anul 1959 autoritățile din RSSM au interzis montarea piesei "Orașul meu alb" și, ca urmare, Iuliu Edlis părăsește Chișinăul pentru Moscova. În anul 1962 devine membru al Uniunii scriitorilor din URSS. Între anii 1965 și 1977 lui Edlis i s-a interzis montarea pieselor pe scenele teatrelor sovietice, ca urmare a criticilor aduse de către oficialități piesei ". Începând din anul 1980 se adresează mai mult prozei, publicând câteva romane.  A fost membru al colegiului de redacție a revistei anticomuniste "Continent", editată la Paris. Piesele lui Iuliu Edlis sunt traduse în 11 limbi străine, inclusiv în limba română. 

## Opera
Собрание сочинений в 5 тт. Москва: Изограф, 1998—1999

## Dramaturgie
- Мой белый город: Сцены с интермедиями. Москва, 1960
- Аргонавты: Лирические сцены в 3-х действиях. Москва: Искусство, 1962
- Волнолом: Сцены. Москва, 1962
- Покой нам только снится: Поэма. Москва, 1962
- Серебряный бор: Лирические сцены. Москва, 1964
- Капля в море: Водевиль в девяти эпизодах без куплетов, но со счастливым концом. Москва: Искусство, 1966
- Kde je brat tvoj Ábel? Z rus. (Где брат твой, Авель?) prel. Viera Mikulášová-Škridlová. На словацком языке. Братислава: DILIZA, 1966
- Где твой брат, Авель?: Диалог. Москва, 1967
- Мир без меня: Драматические сцены. Москва, 1967
- Проездом: Комедия. Москва, 1970
- Июнь, начало лета: Лирические сцены. Москва, 1971
- Казаки: Инсценировка. Москва, 1971
- Где брат твой, Авель? Диалоги. Москва: Искусство, 1971
- Keď nadišlo leto. Z rus. (Июнь, начало лета) prel. Anton Kret. На словацком языке. Братислава: LITA, 1972
- Возраст мужчины: Диалоги. Москва, 1974
- Vek muža. Prel. (Возраст мужчины) Hana Šufliarska. На словацком языке. Братислава: LITA, 1976
- Slamená hájovňa. Prel. Viktória Slobodníková. На словацком языке. Братислава: LITA, 1977
- Жажда над ручьём: Пьесы. Москва: Советский писатель, 1977
- Полнолуние: Весенние вариации. Москва, 1977
- Похмелье: Драма. Москва, 1977
- Месса по деве: Диалоги. Москва, 1979
- Игра теней: Диалоги. Москва: ВААП-Информ, 1982
- Избранное: Диалоги. Москва: Искусство, 1983
- Žízeň u pramene (Жажда над ручьём). На чешском языке. Прага: Dilia, 1983
- Набережная: Лирические сцены в 2-х действиях. Москва: ВААП-Информ, 1983
- Избранное. Диалоги. Москва: Искусство, 1983
- Keď je mesiac v splne. Prel. (Полнолуние) Eva Castiglione. На словацком языке. Братислава: LITA, 1983

## Proză
- Опровержение: Повесть. Москва, 1976
- Юго-Запад: Повести. Москва: Советский писатель, 1983
- Юго-Запад, экспериментальный квартал. Повесть (в переводе на латышский язык). Рига: Лиесма, 1986
- Антракт: Романы и повести («Поминки», «Жизнеописание», «Шатало́»). Москва: Советский писатель, 1989
- Чёрный квадрат: Роман. Москва: АСТ Олимп, 2002
- Четверо в дублёнках и другие фигуранты (Свидетельства соучастника; *Записки недотёпы: наброски с собственной жизни). Серия «Зеркальная комната». Москва: АСТ Астрель, агентство КРПА «Олимп», 2003

## Iuliu Edlis în bibliotecile lumii
Biblioteca Națională a Republicii Moldova deține doar "piesa cu pricină" apărută într-o culegere de piese (1957, Ed. Școala sovietică)
The European Library
- Catalogul Bibliotecii Naționale a României nu conține nici o lucrare de Iuliu Edlis.
- Iuliu Edlis la Biblioteca Congresului SUA
- Iuliu Edlis la Biblioteca de stat a Rusiei

## Autobiografie
- Autobiografie (în rusă)
- Necrolog (în rusă) Arhivat în 6 decembrie 2009, la Wayback Machine.